# Айтуган-Дурасово
Айтуга́н-Дура́сово (рос. Айтуган-Дурасово, башк. Айтуған-Дурасов) — присілок у складі Федоровського району Башкортостану, Росія. Входить до складу Теняєвської сільської ради.
Населення — 38 осіб (2010; 54 в 2002).
Національний склад:
- росіяни — 96%